# Bulmer House
Pour les articles homonymes, voir Bulmer.
Bulmer House, ou Elizabeth Bishop House, est une maison historique située dans la communauté de Great Village (en) en Nouvelle-Écosse.
La maison est associée à Elizabeth Bishop, détentrice d'un Prix Pulitzer en 1956, qui a habité dans sa jeunesse dans cette maison.
La date de construction n'est pas connue, mais elle a été acquise par la famille Bulmer en 1874.
Elle a été désignée comme bien patrimonial de Nouvelle-Écosse en 1997.